# Nordlitauen

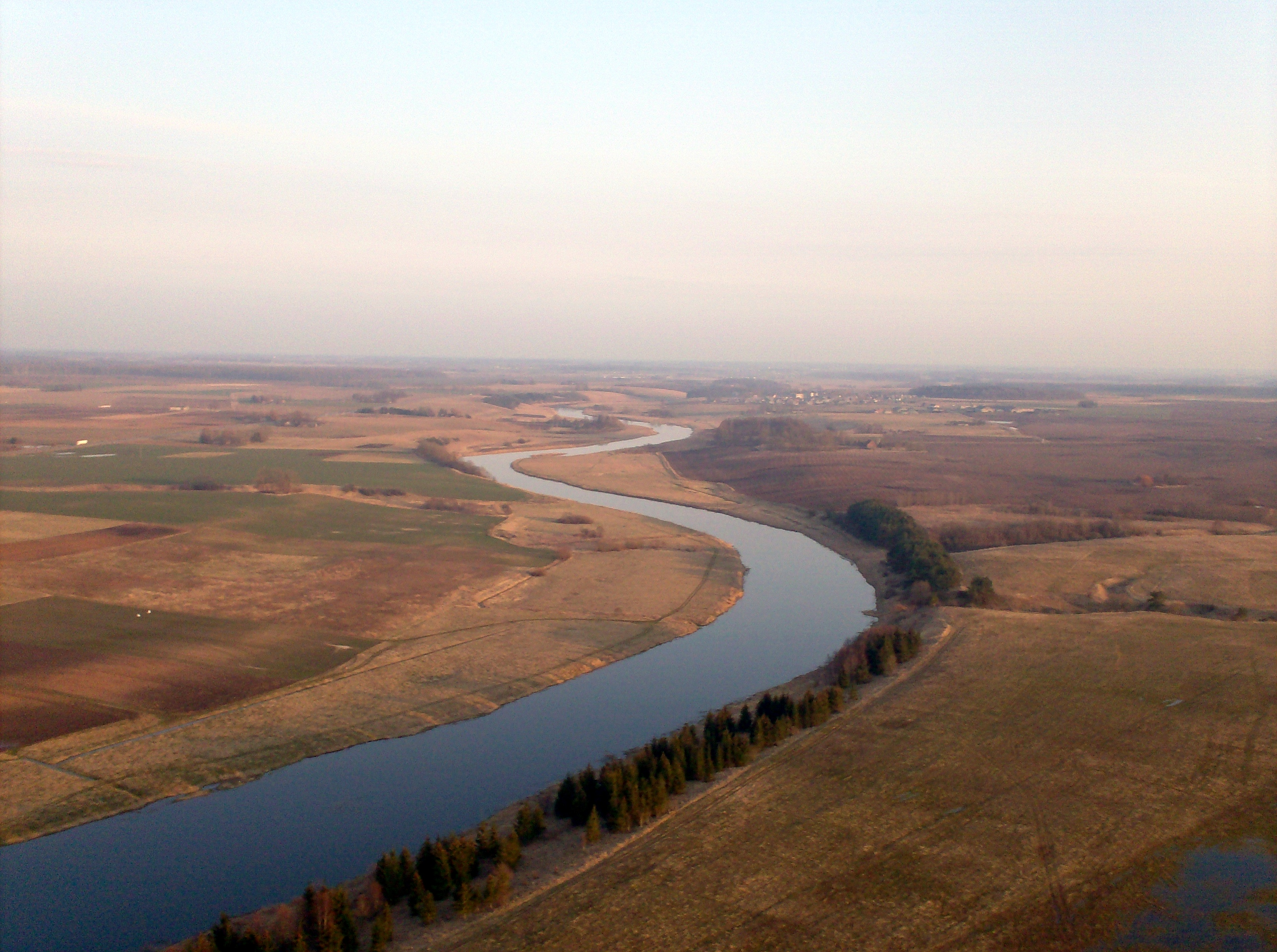
Tal des Flusses Mūša

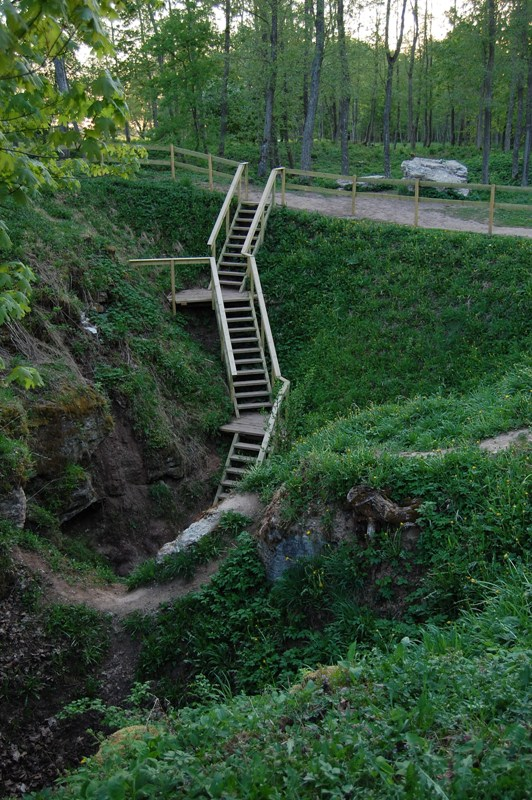
Doline in der Rajongemeinde Biržai

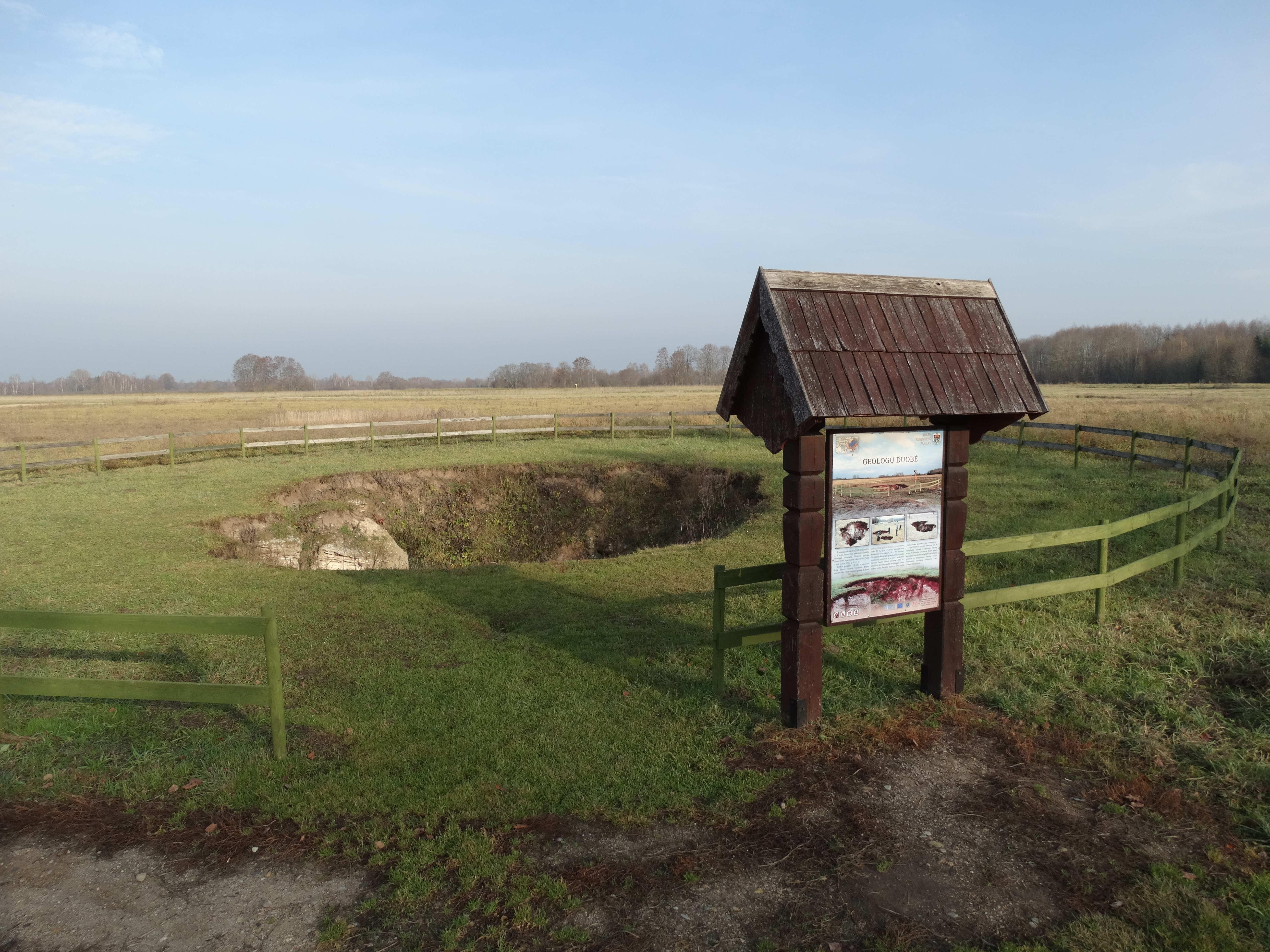
Doline im Regionalpark Biržai

Nordlitauen (lit. Šiaurės Lietuva) ist eine Region im Norden Litauens. Hier wird (nord)schemaitisch, (west- und ost)aukschtaitisch  gesprochen.

## Geographie
Das nordlitauische Karstgebiet zeichnet sich durch seine ausgeprägte geologische sowie geomorphologische Struktur, die Wechselwirkung zwischen alten und gegenwärtigen geologischen Phänomenen.  Nordlitauen ist bekannt durch seine unterirdische und oberirdische  Geländeformen (Karsthöhlen). An der Oberfläche ist auch die Verkarstung charakteristisch.  Es ist vorgesehen, den Status der nordlitauischen Karstregion durch ein gesondertes Gesetz zu verankern und aus Sicht der Landwirtschaft rechtliche Umweltschutzmaßnahmen in dieser Region vorzusehen. Geplant ist die Regulierung wirtschaftlicher und anderer Aktivitäten, die Isolierung der Verschmutzungsquellen, wodurch das Grundwasser vor Verschmutzung geschützt und mögliche ökologische Probleme oder sogar Epidemiekrisen vermieden werden. Das Klima Nordlitauens ist nicht so mild (im Vergleich mit den Regionen an der Ostsee, dem Kleinlitauen und Westlitauen). −32 °C ist keine Seltenheit.

## Geschichte
Das Gebiet wurde von baltischen Stämmen besiedelt. Neben Žemaitija, Aukštaitija gab es auch Semgallen und Sēlija.
Das Nordlitauen und Niederlitauen wurden vom 9. bis zum 11. Jahrhundert von den schwedischen Runeneintragungen, Annalen von Russland des 12. Jahrhunderts und Chroniken in Livland im 13. Jahrhundert erwähnt.

## Verwaltung
Das Nordlitauen umfasst den Bezirk Telšiai, Bezirk Šiauliai und den Bezirk Panevėžys mit den entsprechenden Rajon- und Stadtgemeinden. Früher gab es auch eigenständige zentrale Verwaltungen in den Bezirkshauptstädten Telšiai, Šiauliai und Panevėžys. Jetzt gibt es nur die formelle Verwaltungsgliederung hinsichtlich der Bezirke.

## Gemeinden
- Stadtgemeinde Šiauliai
- Rajongemeinde Šiauliai
- Stadtgemeinde Panevėžys
- Rajongemeinde Panevėžys
- Rajongemeinde Joniškis
- Rajongemeinde Biržai
- Rajongemeinde Telšiai
- Rajongemeinde Mažeikiai
- Rajongemeinde Akmenė

## Einwohner
Das Nordlitauen zeichnet sich durch negative Geburtsraten aus. Wegen der emigrierten Litauer wurden viele Wohnungen leer, die gerne von Ukrainern und Belarussen aufgekauft werden (die Rajongemeinde Akmenė, Rajongemeinde Pasvalys).

## Organisationen
- Nordlitauisches Kolleg (seit 2001), Šiauliai
- Nordlitauischer Verband der Feinfell-Tierzüchter (Šiaurės Lietuvos švelniakailių žvėrelių augintojų asociacija)
- Litteratenverband Nordlitauens (Šiaurės Lietuvos literatų draugija)
- Šiaurės Lietuvos fotomenininkų asociacija
- Nordlitauische Gewerkschaft der Arbeiter im sozialen Bereich (Šiaurės Lietuvos socialinės srities darbuotojų asociacija)
- Nordlitauischer Verband der Eltern (Šiaurės Lietuvos asociacija)